# 硒化铋
硒化铋（Bi2Se3）是一种灰色粉末，它是一种半导体，为热电材料。具有完美化学计量比的硒化铋是半导体，带宽为0.3 eV，其硒空穴是电子授体，化学性质类似半金属。在硒化铋中，观察到了拓扑保护表面态，它是现在科学研究的主题。